# Ulee Lheue
Ulee Lheue is een bestuurslaag in het regentschap Banda Aceh van de provincie Atjeh, Indonesië. Ulee Lheue telt 548 inwoners (volkstelling 2010).